# Главата на Франц Кафка
Главата на Франц Кафка от Давид Черни е забележителност в Прага, Чехия.
Скулптурата се намира пред търговския център Куадрио, в Стария град в центъра на Прага.
Скулптурата е висока 10,6 метра и е конструирана от 42 въртящи се панели, изработени от метал, който е във вид на огледални площи. Всеки панел се върти пооделно. През деня, на всеки час, скулптурата се променя, като напомня за „Метаморфози“, която е сред по-познатите работи на Франц Кафка.
Поставена е през октомври 2014 година.